# Sexy Dancers
Sexy Dancers byla funková hudební skupina, která byla založena v roce 1998. Zakladatelem byl skladatel a producent Roman Holý. Skupina vydala v roce 1998 jediné CD – dvoudiskový opus Butcher's On The Road se singly 04205, Some People a Slim Jim. Skupina i krátce koncertovala, ale záhy se rozpadla. Jedním z důvodů rozpadu bylo mimo jiné její složení. Podobně jako je J.A.R. pouze příležitostným setkáním známých hudebníků, i Sexy Dancers tvořili hudebníci z jiných, již existujících, hudebních projektů.

## Butcher's on The Road
V bookletu disku figurují jména jako například: Martin Houdek, Pavel Mrázek či hostující člen Monkey Business Imran Musa Zangi, což částečně předznamenává blížící se vznik skupiny Monkey Business. Jediné album Sexy Dancers produkoval Roman Holý a o aranže dechů a smyčců se postaral Filip Jelínek. Hudební materiál Sexy Dancers v současné době používají na svých živých koncertech jak Monkey Business, tak i Dan Bárta se skupinou Illustratosphere. Monkey Business často hrají singl Slim Jim, Illustratosphere singl Some People, Introduction To Happiness nebo Foot In Another Land.
Na obalu desky spolupracoval například David Hlaváček, který je spoluautorem bookletů Monkey Business či J.A.R.. Fotografie fotil mimo jiné Ondřej Pýcha, který fotí v současné době pro Dana Bártu či Illustratosphere.

## Sestava
- Roman Holý – klávesy, baskytara, zpěv
- Dan Bárta – zpěv
- Dara Rolins – zpěv
- Miroslav Chyška – kytara
- Filip Jelínek – trombón

## Další účinkují na desce
- Pavel Zbořil – bicí
- Robert Balzar – baskytara, basa
- Radka Kaspar – saxofon
- František Kop – saxofon
- Imran Musa Zangi – perkuse
- Karel Růžička – flétna
- Tomáš Křemenák – saxofon
- Athina Langoská – zpěv
- Věra Gondolánová – zpěv

## Diskografie
- 1998: Butcher's on the Road (Bonton)

## Ocenění
| Rok  | Nominace              | Cena                          | Kategorie     | Výsledek  | Ref   |
| ---- | --------------------- | ----------------------------- | ------------- | --------- | ----- |
| 1998 | Butcher's on the Road | Ceny Akademie populární hudby | Album roku    | nominace  | [ 1 ] |
| 1998 | „Slim Jim“            | Ceny Akademie populární hudby | Skladba roku  | nominace  | [ 1 ] |
| 1998 | Sexy Dancers          | Ceny Akademie populární hudby | Skupina roku  | nominace  | [ 1 ] |
| 1998 | Sexy Dancers          | Ceny Akademie populární hudby | Objev roku    | vítězství | [ 2 ] |
| 1998 | Sexy Dancers          | Ceny Akademie populární hudby | Taneční hudba | vítězství | [ 2 ] |

### Ankety popularity
| Rok  | Nominace                | Cena   | Kategorie       | Výsledek  | Ref   |
| ---- | ----------------------- | ------ | --------------- | --------- | ----- |
| 1998 | Sexy Dancers            | Žebřík | Překvapení roku | vítězství | [ 3 ] |
| 1998 | Sexy Dancers            | Žebřík | Průser roku     | 34. místo | [ 3 ] |
| 1998 | Sexy Dancers            | Žebřík | Skupina roku    | 2. místo  | [ 3 ] |
| 1998 | Sexy Dancers & J.A.R.   | Žebřík | Zážitek roku    | 4. místo  | [ 3 ] |
| 1998 | Butcher's on the Road   | Žebřík | Album roku      | 2. místo  | [ 3 ] |
| 1998 | „Some People“           | Žebřík | Skladba roku    | 4. místo  | [ 3 ] |
| 1998 | „Butcher's on the Road“ | Žebřík | Skladba roku    | 27. místo | [ 3 ] |
| 1998 | „Slim Jim“              | Žebřík | Skladba roku    | 2. místo  | [ 3 ] |
| 1998 | „Slim Jim“              | Žebřík | Videoklip roku  | 2. místo  | [ 3 ] |
| 1998 | „Some People“           | Žebřík | Videoklip roku  | 3. místo  | [ 3 ] |
| 1999 | Sexy Dancers            | Žebřík | Skupina roku    | 14. místo | [ 4 ] |
| 1999 | „Slim Jim“              | Žebřík | Videoklip roku  | 14. místo | [ 4 ] |